# Centrale nucleare di Kaiga
La centrale nucleare di Kaiga è una centrale nucleare indiana situata a Kaiga presso il distretto del Kannada Settentrionale, nello stato di Karnataka. La centrale è composta da 4 reattori di tipologia PHWR per 808 MW totali.

## Espansione dell'impianto
È prevista l'espansione dell'impianto con due nuovi reattori di tipologia PWR per 2-3000 MW totali.